# Fluke Corporation
Fluke Corporation è un'azienda statunitense consociata di Fortive, produttore di apparecchiature industriali di test, misurazione e diagnostica. Fu fondata nel 1948 da John Fluke, amico e coinquilino di David Packard (futuro cofondatore di Hewlett-Packard) quando entrambi lavoravano alla General Electric.
Fluke è una società multinazionale con sede a Everett, Washington, USA. I centri di produzione si trovano negli Stati Uniti, nel Regno Unito, in Asia e nei Paesi Bassi. Le filiali di vendita e assistenza si trovano in Europa, Nord America, Sud America, Asia e Australia. Fluke Corporation ha distributori autorizzati e canali di rappresentanza dei produttori in oltre 100 paesi.

## Storia

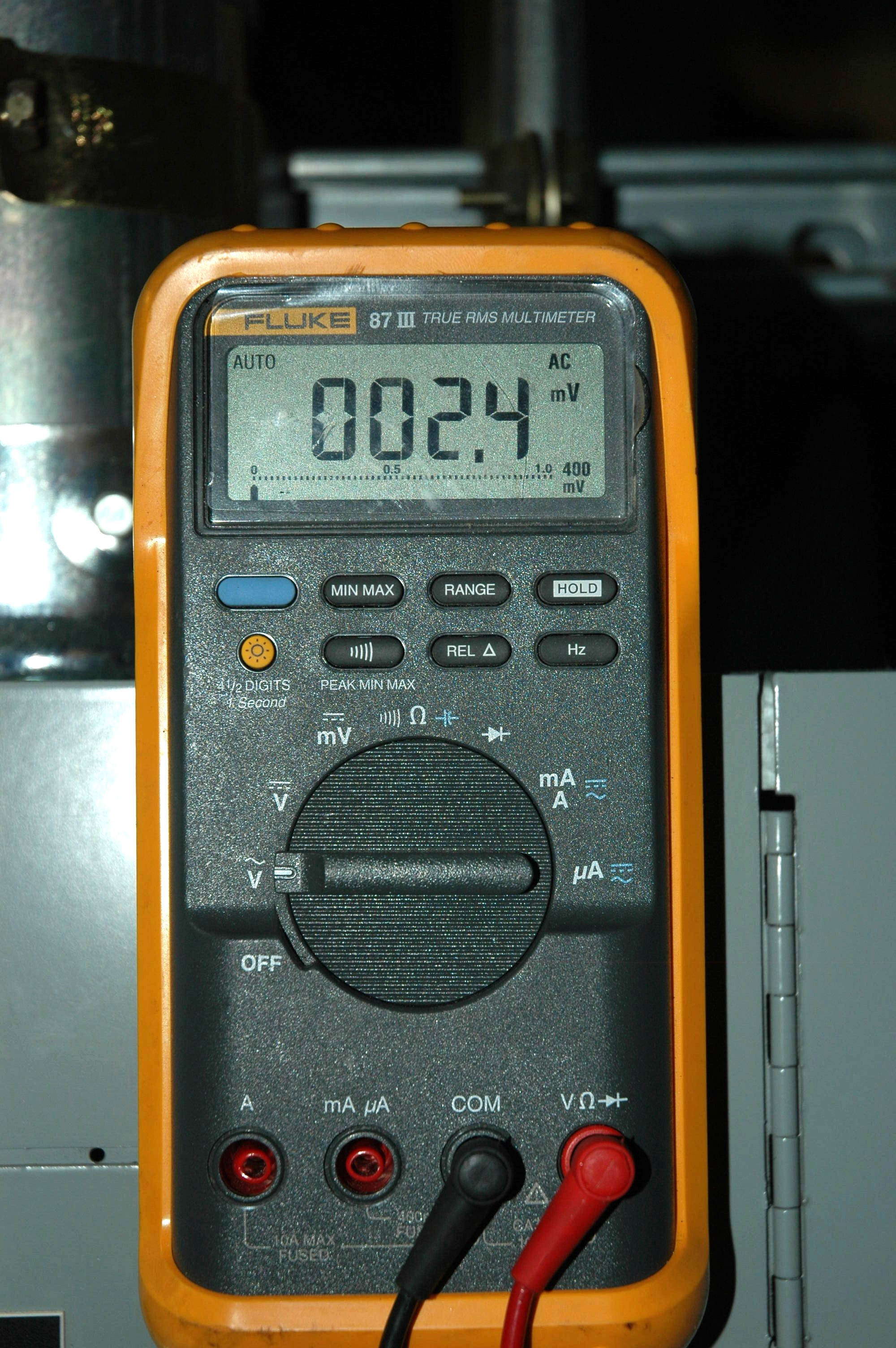
Multimetro Fluke 87 III a vero valore efficace

Fondata nel 1948 da John Fluke, Sr., un amico e compagno di stanza di David Packard, cofondatore della Hewlett-Packard, quando dipendenti della General Electric. Incorporata nello stato di Washington il 7 ottobre 1953 come John Fluke Manufacturing Company, Inc., iniziò con la progettazione e realizzazione di contatori, ohmetri e amperometri. Fluke continuò nell'avere profitto fino ai primi anni '70. Fluke si concentrò sui prodotti come calibratori e misuratori di voltaggio di precisione. In certe categorie di strumenti Fluke fu in concorrenza con la Hewlett-Packard. L'industria americana creò profitto all'azienda fino a metà anni '80, per il settore difesa e aerospazio.
Con il venir meno della guerra fredda, i governi statunitensi iniziarono a spendere di meno nei due settori, riducendo il profitto della Fluke. Anche l'avvento dei sistemi basati su PC, fece diminuire l'uso di sistemi stand-alone per le misurazioni. Fluke rimane leader per la strumentazione portatile. Fluke fu comprata nel 1998 dalla Danaher; venne introdotto il sistema kaizen. Nel 2009 introduce per prima il wireless multimeter con display distaccabile. Il modulo sensore del multimetro lavora a 2,4 GHz banda ISM.

## Divisioni
- Fluke Calibration
  - La Precision Measurement Division della Wavetek Wandell Goltermann nei primi anni 2000, rafforzò la Fluke nella calibrazione industriale. Successivamente la Hart Scientific, DH Instruments, Pressurements e Ruska vengono inglobate nel gruppo.
- Fluke Networks
  - Fluke Networks venne istituita nel 1992. Dal 2000 Fluke Networks divenne realtà autonoma nel gruppo.
- Fluke Biomedical
  - Fluke Biomedical fu creata nei primi decenni di esistenza di Fluke; divenne successivamente realtà autonoma all'interno del gruppo. Specializzata nella diagnostica per immagini.

## Accreditamenti
Fluke è accreditata da:
- National Institute of Standards and Technology
- National Voluntary Laboratory Accreditation Program
- Deutscher Kalibrierdienst

## Prodotti
- Multimetri digitali
- Analizzatore di rete
- Termometro ad immagini
- Misuratori di isolamento elettrico
- Oscilloscopi
- Tester di messa a terra
- Termometro a IR
- Termometro a contatto
- Termocamera
- Misuratori di qualità dell'aria
- Misuratori di vibrazioni